# Acemya masurius
Acemya masurius là một loài ruồi trong họ Tachinidae.